# FC Yellow Boys
El FC Yellow Boys es un equipo de fútbol de Luxemburgo que juega en la Primera División de Luxemburgo, la tercera categoría de fútbol en el país.

## Historia
Fue fundado el 15 de julio de 1931 en la ciudad de Weller-la-Tour con el fin de que la ciudad tuviera un club de fútbol. El 5 de junio de 1955 es admitido en la Federación Luxemburguesa de Fútbol, por lo que a partir de ese año podía participar en los torneos organizados por la federación.
En 1956 debuta en la Tercera División de Luxemburgo, descendiendo a la cuarta división en 1965. En 1999 juega por primera vez en la Primera División de Luxemburgo donde recibieron el premio Fair Play en su temporada de debut, jugaron nueve temporadas hasta que descendieron en la temporada 2007/08, destacando en la temporada 2003/04 donde alcanzaron la ronda de octavos de final en la Copa de Luxemburgo.
En la temporada 2018/19 logra vencer la ronda de playoff y jugará en la Éirepromotioun en la temporada 2019/20 por primera vez en su historia.

## Palmarés
- Segunda División de Luxemburgo: 1

1998/99
- Tercera División de Luxemburgo: 1

1978/79
- Cuarta División de Luxemburgo: 1

1966/67

## Jugadores

### Jugadores destacados
- Levy Rougeaux
- Evariste Kabongo